# فولت

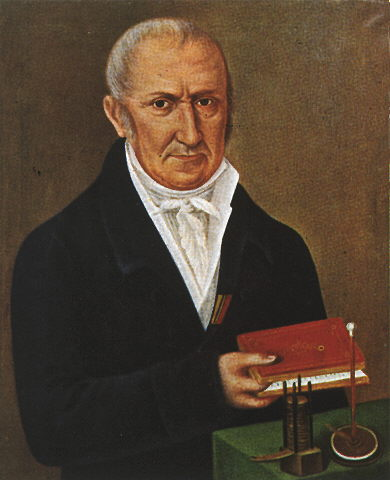
ألساندرو فولتا، التي على اسمه سميت وحدة القياس

فُلط أو فولت هو الوحدة المستعملة لقياس القوة الكهربائية المحركة أو فرق الجهد (أو التوتر) الكهربائي، ويرمز له بالحرف اللاتيني (V)، استخدمت هذه الوحدة بهذا الاسم تكريماً للعالم الإيطالي ألساندرو فولتا، مخترع البطارية الكهربائية عام 1800م.

## الوصف
الفولت هو قياس فرق الجهد الكهربي. ويعتبر الجهد الكهربي أحد أنواع الطاقة الكامنة ويشير إلى الطاقة المنبعثة في حالة مرور تيار كهربي. وفي مماثلة، فإن الجسم المعلق يكون له طاقة جاذبية كامنة وهي نفس مقدار الطاقة المنبعثة في حالة سقوطه.
ففي حالة التيار المتردد(مثل المتواجد في بيوتنا جميعا)، يرتفع وينخفض الفولت كما يغير اتجهاهه أيضاً على فترات منتظمة. ونتيجة لهذا، لا يكون قياس الفولت له (في معظم الأوقات) قياساً للقيمة اللحظية بل لقيمة جذر متوسط المربع للفولت. لنفهم من هذا أن قيمة الفولت التي نراها على لوحات الارشادات على الأجهزة الكهربائية مثل 220v أو 110v ليست إلا تمثيل لقيمة الفولت المؤثرة حقاً (لتغيره الدائم)، وذلك لحساب القدرة في الدائرة الكهربية. وفي الواقع يتم افتراض القيمة التقريبية للفولت في حالة التيار المتردد ولا تكون محددة.

## التعريف
يتم تعريف الفولت على أنه فرق الجهد الكهربائي بين نقطتين في دائرة كهربائية يعبرها تيار مستمر ثابت مقداره 1 أمبير، عندما تتبدد قدرة مقدرها 1 واط بين هاتين النقطتين. كما أنه يساوي فرق الجهد بين سطحين لا نهائيين متوازيين يفصل بينهما مسافة 1 متر والذي يصنع مجال كهربائي يساوي 1 نيوتن لكل كولمب.
حسب قانون أوم, 1 فولت = 1أمبير * 1أوم.
يعبر عن الفولت هكذا -
{\displaystyle V={\dfrac {\mbox{W}}{\mbox{A}}}={\dfrac {\mbox{J}}{\mbox{C}}}={\dfrac {{\mbox{N}}\cdot {\mbox{m}}}{{\mbox{A}}\cdot {\mbox{s}}}}={\frac {kg\cdot m^{2}}{A\cdot s^{3}}}}.

## أمثلة وايضاحات

### مماثلة تدفق المياه
وهي من أكثر الأمثلة شهرةً لشرح «تدفق الالكترونات» من خلال موصل معدني. فحيث أن التيار الكهربي غير مرئي ولصعوبة شرح المنظومات الإلكترونية، يتم تمثيل كل العناصر الإلكترونية من خلال هذه المقاربة في عناصر دائرة مياة مستغلين علم حركة السوائل هيدروليكا كوسيط.
وفي هذه المماثلة يمكننا أن نتخيل فرق الجهد الكهربائي كفرق ضغط المياة في الأنابيب. فيتحرك الماء (التيار الكهربي) من النقطة ذات الضغط الأعلى للنقطة ذات الضغط الأقل.

### فرق الجهد في البطاريات
أما فرق الجهد (أو التوتر) الموجود بين طرفي البطارية مسبقا ناتج عن وجود طرف تم إغنائه بالالكترونات (القطب السالب --) واخر فيه نقص إلكترونات، أي يوجد فيه شحنات موجبة (القطب الموجب ++). الآن عند وصل القطبين بسلك موصل تنتقل إلكترونات القطب السالب إلى القطب الموجب، لسببين الأول ناتج عن تنافرها مع الالكترونات التي وضعت بجانبها والسبب الآخر هو نقص الإلكترونات في القطب الموجب. ولكن جرت العادة على اعتبار التيار يمر من القطب الموجب إلى القطب السالب، وهو في حقيقة الأمر مرور الإلكترونات (السالبة ) من القطب السالب إلى القطب الموجب في الدارة الكهربائية الخارجية.

## بعض القيم المعتادة لفرق الجهد حولنا
يمكن قياس الفولت بطرق مختلفة وعديدة، ولكن من أشهر وأبسط الأدوات هو الفولتميتير. وفيما يلي بعض القيم المعتادة لفرق الجهد في كل ما حولنا:
- جهد الخلية العصبية في الجسم: حوالي 75 ميللي فولت
- بطارية أحادية الخلية الغير قابلة للشحن: 1.5 فولت ( في حالة أنها جديدة ولم تستخدم)
- بطارية أحادية الخلية قابلة للشحن: 1.2 فولت
- USB: 5 فولت تيار ثابت
- النظام الكهربي للسيارة: حوالي 12 فولت
- النظام الكهربي في البيوت:
  - اليابان 100 فولت
  - أمريكا الشمالية 120 فولت
  - أوروبا وأفريقيا وآسيا 230 فولت
- الخطوط الهوائية للقطارات السريعة: 25 كيلو فولت و50 هرتز
- خطوط القطارات ذات القضيب الثالث الموصل للكهرباء: 600-750 فولت
- خطوط نقل الكهرباء عالية الجهد: من 110 كيلو فولت فأكثر
- البرق: يختلف كثيرا ولكن في الغالب حوالي 100 ميجا فولت